# 跳磴南站
跳磴南站是位于重庆市大渡口区跳磴镇的重庆轨道交通18号线车站，车站编号18/19，2023年12月28日随18号线一期建成启用。